# Лисовичі (зупинний пункт)
Лисо́вичі — пасажирський залізничний зупинний пункт Івано-Франківської дирекції Львівської залізниці розташований на одноколійній неелектрифікованій лінії Стрий — Івано-Франківськ.
Розташований у селі Лисовичі Стрийського району Львівської області між станціями Моршин (3 км) та Болехів (7 км).
На зупинному пункті зупиняються приміські поїзди.